# Amtsgericht Ortenberg
Das Amtsgericht Ortenberg war von 1879 bis 1968 ein hessisches Amtsgericht der ordentlichen Gerichtsbarkeit mit Sitz in Ortenberg.

## Gründung
Mit dem Gerichtsverfassungsgesetz von 1877 wurden Organisation und Bezeichnungen der Gerichte reichsweit vereinheitlicht. Zum 1. Oktober 1879 hob das Großherzogtum Hessen deshalb die Landgerichte – bis dahin erstinstanzliche Gerichte im Großherzogtum – auf. Funktional ersetzt wurden sie durch Amtsgerichte. So ersetzte nun das Amtsgericht Ortenberg das Landgericht Ortenberg. „Landgerichte“ nannten sich nun die den Amtsgerichten direkt übergeordneten Obergerichte. Das Amtsgericht Ortenberg war dem Bezirk des Landgerichts Gießen zugeordnet.
Bei Gründung umfasste der Gerichtsbezirk des Amtsgerichts Ortenberg:
- Bellmuth
- Bergheim
- Bleichenbach
- Bobenhausen I
- Eckartsborn
- Effolderbach
- Gedern
- Gelnhaar
- Hirzenhain
- Konradsdorf
- Leustadt
- Lißberg
- Merkenfritz
- Mittel-Seemen
- Nieder-Seemen
- Ober-Seemen
- Ortenberg
- Ranstadt
- Schwickartshausen
- Selters
- Steinberg
- Stockheim
- Usenborn
- Volkartshain
- Wenings
- Wernings
- Wippenbach

## Weitere Entwicklung
Am 1. November 1907 wurden die bis dahin zum Amtsgericht Schotten gehörenden Orte Hartmannshain und Herchenhain dem Bezirk des Amtsgerichts Ortenberg zugeteilt. Dagegen musste Ranstadt zum 1. Juli 1912 an den Amtsgerichtsbezirk Nidda abgegeben werden.
Mit Wirkung vom 1. November 1949 wurden die Gemeinden Hartmannshain, Herchenhain und Volkartshain abgetrennt und dem Bezirk des Zweigstellen-Amtsgerichts Herbstein zugewiesen. Am 1. Juli 1957 wurde das Amtsgericht Altenstadt zur Zweigstelle des Amtsgerichts Ortenberg dadurch erweiterte sich dessen Sprengel um die Gemeinden Altenstadt, Glauberg, Hainchen, Heegheim, Höchst an der Nidder, Langen-Bergheim, Lindheim, Nieder-Mockstadt, Oberau, Rodenbach, Rommelhausen, Staden und Stammheim. Zum 1. April 1964 wurden aber genau diese Gemeinden wieder ausgegliedert, Staden und Stammheim gingen an das Amtsgericht Friedberg, Nieder-Mockstadt an das Amtsgericht Nidda und die übrigen Gemeinden bildeten nun den Bezirk der Zweigstelle Altenstadt des Amtsgerichts Büdingen.

## Ende
Zum 1. Juli 1968 wurde das Amtsgericht Ortenberg aufgelöst und sein gesamter Bezirk dem des Amtsgerichts Büdingen zugeschlagen.

## Richter
- Otto von Pfister-Schwaighusen (1899–1901)